# Tiro nos Jogos Olímpicos de Verão da Juventude de 2010 - Pistola de ar 10 m feminino
A competição da categoria pistola de ar 10 metros feminino do tiro nos Jogos Olímpicos de Verão da Juventude de 2010 foi realizada no dia 23 de agosto na Escola dos Desportos, em Cingapura. 20 atiradoras competiram na qualificação às 9:00 e as oito melhores avançaram para a final ao meio-dia, horário de Cingapura.

## Medalhistas
| Ouro   | KOR Jang Mi Kim              |
| Prata  | CHN Fang Xue                 |
| Bronze | GUA Geraldine Kate Solorzano |

## Resultados

### Qualificação
| Pos. | Atleta                       | Séries | Séries | Séries | Séries | Total | X  | Shoot-off     |
| Pos. | Atleta                       | 1      | 2      | 3      | 4      | Total | X  | Shoot-off     |
| ---- | ---------------------------- | ------ | ------ | ------ | ------ | ----- | -- | ------------- |
| 1    | KOR Jang Mi Kim              | 95     | 93     | 95     | 95     | 378   | 10 |               |
| 2    | CHN Fang Xue                 | 94     | 95     | 94     | 95     | 378   | 10 |               |
| 3    | RUS Ekaterina Barsukova      | 97     | 95     | 92     | 92     | 376   | 9  |               |
| 4    | GUA Geraldine Kate Solorzano | 96     | 93     | 92     | 93     | 374   | 9  |               |
| 5    | CAN Danielle Marcotte        | 90     | 93     | 96     | 95     | 374   | 8  |               |
| 6    | IND Ruchi Singh              | 96     | 92     | 92     | 94     | 374   | 4  |               |
| 7    | SUI Eliane Dohner            | 94     | 95     | 92     | 92     | 373   | 7  |               |
| 8    | ITA Chiara Marini            | 92     | 97     | 94     | 90     | 373   | 5  |               |
| 9    | UZB Lenaza Asanova           | 92     | 96     | 92     | 91     | 371   | 3  |               |
| 10   | ROU Alexandra Silvia Morar   | 89     | 95     | 94     | 92     | 370   | 8  |               |
| 11   | CZE Sarka Jonakova           | 96     | 94     | 90     | 90     | 370   | 7  |               |
| 12   | CRO Valentina Pereglin       | 91     | 93     | 92     | 93     | 369   | 7  |               |
| 13   | THA Kanokkan Chaimongkol     | 92     | 96     | 89     | 91     | 368   | 9  |               |
| 14   | EGY Hala Abdel Rahman        | 91     | 92     | 92     | 93     | 368   | 3  |               |
| 15   | AUS Emily Esposito           | 93     | 91     | 95     | 88     | 367   | 7  |               |
| 16   | IRI Yasaman Heidariboroujeni | 94     | 93     | 89     | 91     | 367   | 5  |               |
| 17   | MEX Mariana Nava             | 92     | 92     | 89     | 93     | 366   | 12 |               |
| 18   | MKD Dijana Petrova           | 92     | 88     | 93     | 90     | 363   | 7  |               |
| 19   | VIE Thi Ngoc Duong Nguyen    | 88     | 93     | 88     | 91     | 360   | 8  |               |
| 20   | BLR Kseniya Faminykh         | 91     | 16     |        |        | 107   | 2  | Não completou |

### Final
| Pos.              | Atleta                       | Qualif. | Séries | Séries | Séries | Séries | Séries | Séries | Séries | Séries | Séries | Séries | Final | Total | Shoot-off |
| Pos.              | Atleta                       | Qualif. | 1      | 2      | 3      | 4      | 5      | 6      | 7      | 8      | 9      | 10     | Final | Total | Shoot-off |
| ----------------- | ---------------------------- | ------- | ------ | ------ | ------ | ------ | ------ | ------ | ------ | ------ | ------ | ------ | ----- | ----- | --------- |
| Medalha de ouro   | KOR Jang Mi Kim              | 378     | 10.6   | 10.1   | 9.9    | 10.0   | 10.6   | 10.7   | 8.4    | 9.5    | 10.8   | 10.6   | 101.2 | 479.2 |           |
| Medalha de prata  | CHN Fang Xue                 | 378     | 9.2    | 10.0   | 9.3    | 9.1    | 9.3    | 10.5   | 8.4    | 8.6    | 9.1    | 10.0   | 93.5  | 471.5 | 10.8      |
| Medalha de bronze | GUA Geraldine Kate Solorzano | 374     | 10.0   | 10.6   | 10.5   | 10.0   | 10.7   | 10.2   | 8.2    | 7.5    | 9.8    | 10.0   | 97.5  | 471.5 | 10.1      |
| 4                 | CAN Danielle Marcotte        | 374     | 9.7    | 10.7   | 9.0    | 10.4   | 9.4    | 9.3    | 10.8   | 9.0    | 8.6    | 10.0   | 96.9  | 470.9 |           |
| 5                 | RUS Ekaterina Barsukova      | 376     | 9.1    | 8.8    | 9.2    | 8.0    | 10.1   | 8.8    | 9.5    | 9.9    | 9.7    | 9.4    | 92.5  | 468.5 |           |
| 6                 | IND Ruchi Singh              | 374     | 8.6    | 9.3    | 9.6    | 9.6    | 10.0   | 8.6    | 8.7    | 9.7    | 8.8    | 10.3   | 93.2  | 467.2 |           |
| 7                 | ITA Chiara Marini            | 373     | 9.8    | 8.5    | 9.3    | 10.0   | 9.6    | 9.6    | 9.3    | 8.2    | 9.4    | 9.9    | 93.6  | 466.6 |           |
| 8                 | SUI Eliane Dohner            | 373     | 8.2    | 8.2    | 8.4    | 9.3    | 10.5   | 9.2    | 9.1    | 5.8    | 8.3    | 9.3    | 86.3  | 459.3 |           |